# Nieuwveen
Nieuwveen (52° 12′ N, 4° 45′ L) é uma cidade dos Países Baixos, na província de Holanda do Sul. Nieuwveen pertence ao município de Liemeer, e está situada a 9 km, a nordeste de Alphen aan den Rijn.
Em 2001, a cidade de Nieuwveen tinha 2806 habitantes. A área urbana da cidade é de 0.73 km², e tem 931 residências.
A área de Nieuwveen, que também inclui as partes periféricas da cidade, bem como a zona rural circundante, tem uma população estimada em 3630 habitantes.